# إنها حقا عائلة محترمة (مسرحية)
إنها حقا عائلة محترمة هي مسرحية كوميدية مصرية صدرت عام 1979، من إخراج سمير العصفوري وبطولة فؤاد المهندس، شويكار، سوسن ربيع، أمينة رزق، محمود الجندي وعبدالله فرغلي.

## قصة المسرحية
تدور أحداث القصة حول أب متفاني في تربية أبناءه ويسخر كل حياته وقوته من أجل تحقيق ذلك الهدف خاصة بعد وفاة والدتهم، ولكن تتغير حياة هذا الوالد بعد تعرفه على راقصة، يقع الأب في غرام هذه الراقصة الجميلة ويتنازل عن العديد من مبادءه التي قيد نفسه بها سابقًا ويقرر الزواج من هذه الراقصة.

## طاقم العمل
- فؤاد المهندس بدور أبو الفضل
- شويكار بدور أوسة
- سوسن ربيع بدور عائشة أبو الفضل
- أمينة رزق بدور علوية هانم
- محمود الجندي بدور نور الدين أبو الفضل
- عبدالله فرغلي بدور بسيوني أبو الليف